# 旧釜石鉱山事務所
旧釜石鉱山事務所（きゅうかまいしこうざんじむしょ）は、岩手県釜石市に所在する資料館である。

## 概要
釜石鉱山株式会社が1951年（昭和26年）に建築し、1954年増築。2008年（平成20年）まで総合事務所として使用されていたが、移転に伴い市に譲渡され、日鉄鉱業株式会社所有の釜石鉱山に関する資料も寄託された。翌年から一般公開されたが、東北地方太平洋沖地震によって壁の一部が壊れたことにより休館していた。その後改修工事が進められ、2016年6月30日に再開した。１階は昭和30年代の事務所を再現。2階は採取された鉱石、歴史資料、分析道具、電話、電話交換機等が展示されている。2013年6月21日、国の登録有形文化財として登録された。

## 建築
鉄筋コンクリート2階建て、建築面積735平方メートル、延床面積1,408平方メートル。平滑な外壁に欄間付の上下窓が規則正しく並び、北東隅の玄関と外壁上端に廻らせた庇がアクセントとなっており、西端に倉庫等を増築。端正なモダニズム建築である。

## 利用情報
- 入館料 – 大人300円、小中学生100円
- 開館時間 - 午前9時30分から午後4時30分まで
- 休館日 – 火・水曜日、12月9日から3月31日まで

## 交通アクセス
- 釜石線陸中大橋駅よりバス、大橋バス停から徒歩10分
- E46 釜石自動車道 釜石仙人峠ICより10分

## 周辺

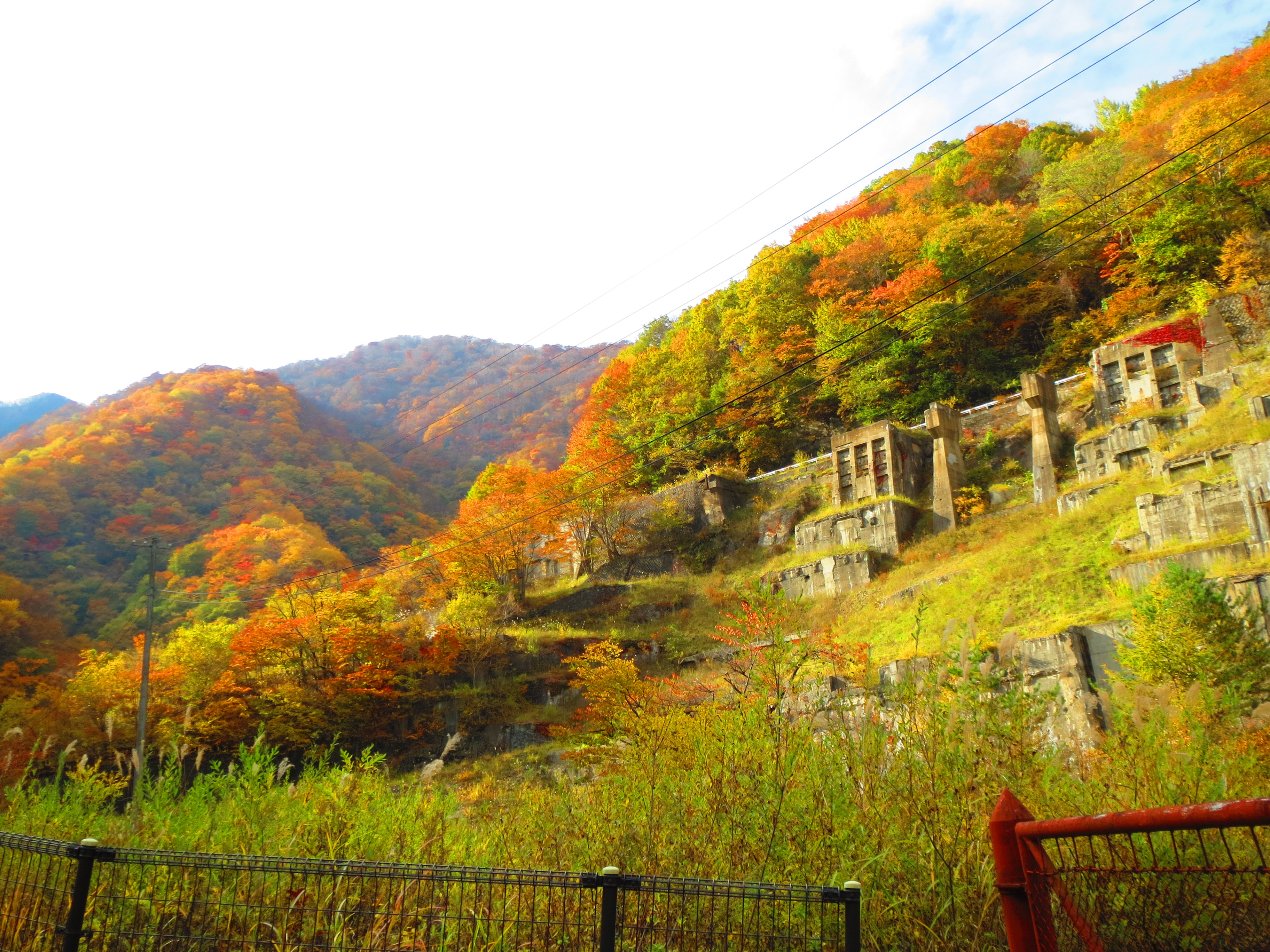
紅葉時の釜石鉱山跡（2017年10月）

- 仙人峠 (岩手県) - 紅葉の名所として知られ、同地を起終点にかまいし仙人峠マラソンが行われている[4]。